# Tenkozobcovití
Tenkozobcovití (Recurvirostridae) je čeleď dlouhokřídlých ptáků.

## Charakteristika
Tenkozobcovití jsou nejčastěji rozšířeni v mírném a subtropickém pásu, mají však prakticky celosvětové rozšíření. Preferovanými stanovišti bývají především rozsáhlé mělké mokřady s dostatkem potravy, především drobných bezobratlých. Někteří tenkozobcovití jsou přizpůsobeni životu, případně i hnízdění v zasolených stanovištích, jako jsou slaná jezera.
Tenkozobcovití dosahují velikosti 35 až 51 cm. Vyznačují se velmi dlouhými končetinami. Prsty spojuje plovací blána, zadní prst chybí. Tělo je obecně štíhlé konstituce, s dlouhým krkem. Hlava nese tenký dlouhý zobák. Ten může být přímý, jako v případě pisil, anebo může být zahnutý, jako v případě tenkozobců. Tenkozobci se vyznačují zploštělým zobákem, jenž bývá netypicky zahnut směrem nahoru. Zobák je opatřen lamelami, které mají filtrační funkci. Zbarvení končetin se pohybuje od karmínové přes modrou až po šedou a kontrastuje se zbarvením opeření, které je obecně černé, nebo bílé, někdy oranžové, často v kombinacích těchto barev.
Tenkozobcovití jsou vesměs společenští ptáci a mohou vytvářet početná hejna až o několika tisících jedinců, rozmnožují se však v monogamních párech. Obrovské hnízdní kolonie, čítající až 179 000 hnízd, vytváří pisila australská (Cladorhynchus leucocephalus), naopak pisila černá (Himantopus novaezelandiae) hnízdí spíše samotářsky. Početné hnízdní asociace mohou být někdy mezidruhové. Někteří tenkozobcovití jsou stálí, někteří tažní.

## Systematika
Tenkozobcovití představují čeleď v rámci podřád Charadrii a řádu dlouhokřídlých. Jejich blízké příbuzné představují ústřičníkovití (Haematopodidae), kulíkovití (Charadriidae) a srpatkovití (Ibidorhynchidae). Název čeledi Recurvirostridae pochází z latinského recurvus („zahnutý“ či „zakřivený“) a rostrum („zobák“).
Čeleď zahrnuje tři rody, jeden nese v českém jazyce rodové jméno tenkozobec, dva pisila. Seznam druhů je následující:
| Obrázek | Vědecké jméno         | Běžné jméno                   | Rozšíření                                   |
| ------- | --------------------- | ----------------------------- | ------------------------------------------- |
|         | pisila australská     | Cladorhynchus leucocephalus   | jižní Austrálie                             |
|         | pisila čáponohá       | Himantopus himantopus         | Evropa, Asie a Afrika                       |
|         | pisila bělohlavá      | Himantopus leucocephalus      | jihovýchodní Asie, Austrálie a Nový Zéland  |
|         | pisila jihoamerická   | Himantopus melanurus          | Jižní Amerika                               |
|         | pisila černokrká      | Himantopus mexicanus          | Severní Amerika, sever Jižní Ameriky, Havaj |
|         | pisila černá          | Himantopus novaezelandiae     | Jižní ostrov Nového Zélandu                 |
|         | tenkozobec americký   | Recurvirostra americana       | Severní Amerika                             |
|         | tenkozobec andský     | Recurvirostra andina          | Andy                                        |
|         | tenkozobec opačný     | Recurvirostra avosetta        | Evropa, Asie a Afrika                       |
|         | tenkozobec hnědohlavý | Recurvirostra novaehollandiae | Austrálie                                   |